# Porche de Carolina

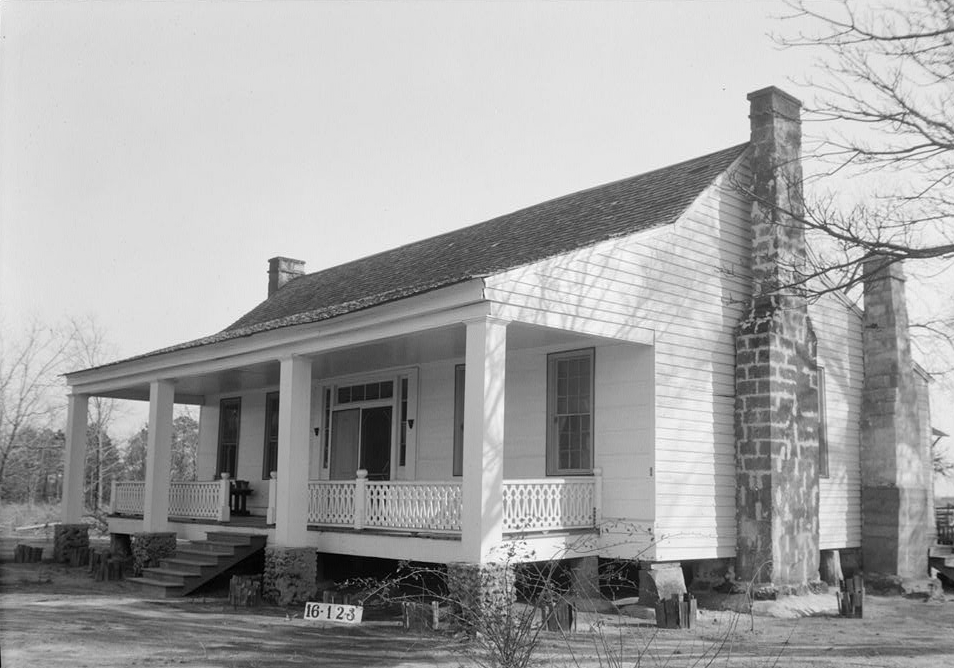
Un típico porche de lluvia con techo de cobertizo

Un porche de lluvia, también conocido comúnmente como porche de Carolina, es un tipo de porche local que se encuentra en el sureste de los Estados Unidos. Algunos estudiosos de la arquitectura creen que se originó a lo largo de la costa de las Carolinas, de ahí el nombre coloquial.
Su característica definitoria es un techo que se extiende mucho más allá del borde de la plataforma del porche y se sostiene con soportes independientes que se elevan directamente desde el nivel del suelo, en lugar del piso de la plataforma del porche. Esto protege la cubierta del porche de la exposición a los elementos y también la deja bien protegida del sol la mayor parte del tiempo.
Visto más comúnmente en casas populares históricas, el porche de lluvia también se adaptó a los pórticos monumentales de algunas mansiones del Renacimiento griego, como Rosemount y Kirkwood. El voladizo se volvió especialmente exagerado en algunas áreas con grandes cantidades de lluvia, como la costa este de Mobile Bay en Alabama. Aquí, el voladizo del techo osciló entre 3 y 6 pies (0,9 y 1,8 m) más allá de la plataforma del porche, creando de hecho un porche inferior y otro superior.